# Sac de Metz (69)
Pour les articles homonymes, voir siège de Metz.
Guerre civile des quatre empereurs
Le sac de Metz, Divodurum Mediomatricorum à l'époque romaine, eut lieu en l'an 69 de notre ère. Sur fond de conquête du pouvoir impérial, lors de l'année des quatre empereurs, la cité médiomatrique fut prise et saccagée par les troupes de Vitellius, futur empereur romain.

## Contexte historique
Après la conquête des gaules par Jules César en 52 av. J.-C, les cités gauloises se romanisent, plus ou moins rapidement. Au Ier siècle de notre ère, l'oppidum principal des Médiomatriques est devenu une cité gallo-romaine prospère, à l'instar de Reims ou de Trèves. L'habitat est encore principalement en bois et torchis, mais la zone urbaine s'est très largement développée, au sud-ouest de l'oppidum celtique de la colline Sainte-Croix, quintuplant sa superficie. Profitant pleinement de la Pax Romana, la cité ne dispose pas encore d'enceinte fortifiée. Sa situation sur l'axe de circulation « Rhône-Saône-Moselle », allant de Lugdunum à Augusta Treverorum, favorable au commerce, lui sera donc fatale.

## Déroulement du sac
Quelques jours avant la mort de Galba, assassiné par Othon, Vitellius se fait proclamer « Imperator » des armées de Germanie inférieure et supérieure par ses légions le 2 janvier 69 à Colonia Claudia Ara Agrippinensium, l'actuelle Cologne. Après la mort de Galba, Othon est proclamé empereur à Rome par la garde prétorienne. Vitellius partage alors ses légions, commandées par Cæcina et Valens, en deux armées. Il prend le commandement de l'une et envoie l'autre contre Othon. 
Descendant vers Rome en suivant la Moselle, les légionnaires de Vitellius doivent passer par Augusta Treverorum, l'actuelle Trèves, puis par « Divodurum », l'actuelle Metz. La garnison de la cité, restée fidèle à l'empereur Galba et au gouverneur de la province de la Gaule lyonnaise semble s'y être opposée. Tacite précise pourtant que la ville était disposée à les laisser passer, mais qu'une panique subite poussa les troupes de Vitellius à massacrer la garnison indigène et la population locale, sans raison apparente, par pure folie. Environ quatre milles de ses habitants sont alors massacrés,,. Valens, commandant des troupes de Vitellius, parvient finalement à arrêter le massacre, empêchant la destruction totale de la ville. Des traces d'incendie et de destruction, dans le quartier des Hauts-de-Sainte-Croix et dans celui du Pontifroy datent effectivement de cette époque.

## Conséquences
Après ce massacre, la terreur gagna les cités gallo-romaines situées entre Metz et Lyon. Craignant de nouveaux excès, leurs magistrats accueillirent les soldats de Vitellius par des prières et des supplications. Divodurum connut encore l'année suivante une période de troubles, indirectement alimentée par la révolte de Civilis et Classicus. Malgré cet épisode tragique, la cité médiomatrique retrouva rapidement la paix et la prospérité. 